# Seibert (Colorado)
Pour les articles homonymes, voir Seibert.
Seibert est une ville américaine située dans le comté de Kit Carson dans le Colorado.
La ville est nommée en l'honneur de Henry Seibert du Rock Island Railroad.

## Démographie
| 1920 | 1930 | 1940 | 1950 | 1960 | 1970 |
| ---- | ---- | ---- | ---- | ---- | ---- |
| 311  | 273  | 249  | 346  | 210  | 192  |

| 1980 | 1990 | 2000 | 2010 | - | - |
| ---- | ---- | ---- | ---- | - | - |
| 180  | 181  | 180  | 181  | - | - |

Selon le recensement de 2010, Seibert compte 181 habitants. La municipalité s'étend sur 0,34 milles carrés (0,88 km2).